# Energy (musikgrupp)
Energy var ett rockband från Stockholm.
Energy, som bildades under namnet Allrite, bestod av Amedeo Nicoletti på gitarr, Alvaro Is på keyboards och sång, Bo Norlén på bas, Björn Inge (tidigare i November) på trummor och Luis Agudo på percussion. Bandet spelade progressiv rock med jazzinfluenser och utgav 1974 det självbetitlade och huvudsakligen instrumentala albumet Energy på Harvest, en underetikett till EMI; skivnumret är Harvest 062-34983.